# Isaach de Bankolé
Isaach de Bankolé, pseudonimo di Zachari Bankole (Abidjan, 12 agosto 1957), è un attore ivoriano attivo nel cinema francese e americano.

## Biografia
Zachari Bankole nasce nel 1957 in un quartiere popolare dell'allora capitale ivoriana Abidjan, figlio di un bottegaio di lingua bambara. Nel 1975, diciassettenne, si trasferisce a Parigi per completare gli studi superiori e frequenta l'Università di Parigi, dove consegue una maîtrise in fisica e matematica. Senza un'idea precisa di che fare nella vita oltre alla vaga nozione di una carriera da ingegnere, frequenta una scuola di volo fino a ottenere la licenza di pilota privato.

### Carriera
La sua carriera d'attore comincia per caso, quando viene notato per strada dal regista Gérard Vergez, che lo scrittura in un adattamento televisivo di Venerdì o la vita selvaggia di Michel Tournier. Il telefilm alla fine viene interpretato da attori americani, ma sarà comunque il primo lavoro professionale di Bankole, che doppia in francese Gene Anthony Ray (nella parte di Venerdì in cui avrebbe dovuto recitare) in occasione della messa in onda in Francia nel 1981. Sempre su consiglio di Vergez, frequenta per un anno e mezzo una scuola di recitazione, il Cours Simon. Decide in questo frangente di adottare il nome d'arte di Isaach de Bankolé.
Dopo alcune parti marginali al cinema a partire dal 1984, diventa famoso come mattatore nel film comico campione d'incassi Black Mic Mac (1986), con cui vince il premio César per la migliore promessa maschile e dà adito in patria a paragoni con Eddie Murphy. Lo stesso anno, il regista Patrice Chéreau lo vuole a teatro per un ruolo senza battute nell'allestimento del Théâtre des Amandiers di Quai Ouest di Bernard-Marie Koltès, che segna l'esordio di de Bankolé su un palcoscenico. L'anno seguente, recita al cinema in un altro ruolo comico di successo al botteghino come Les Keufs e a teatro in un'altra opera di Koltès, Nella solitudine dei campi di cotone, sempre diretto da Chéreau.
Nel 1988, dà prova della sua versatilità anche sul grande schermo, passando a un ruolo fortemente drammatico con Chocolat, dove interpreta il domestico della famiglia di un funzionario coloniale nel Camerun francese degli anni '50. La regista Claire Denis, inizialmente non convinta che fosse l'attore giusto per la parte, associandolo a film come Black Mic Mac, si era ricreduta dopo averlo visto recitare Koltès a teatro. De Bankolé interpreta nel film un altro ruolo quasi muto, in cui, secondo il New York Times: «riesce a esprimere [comunque] risentimento, fierezza, disprezzo, divertito sarcasmo, sdegno, desiderio carnale, ma soprattutto una certa nobiltà d'animo, dominando al contempo l'intera pellicola». All'apice del successo, comincia però a diradare le proprie apparizioni al cinema, lamentando la scarsa gamma di ruoli offerti ai neri nei film francesi dell'epoca e la facilità con la quale era stato "ghettizzato", in quanto di attore nero, sia per aver recitato in commedie leggere prima, che in film impegnati poi.

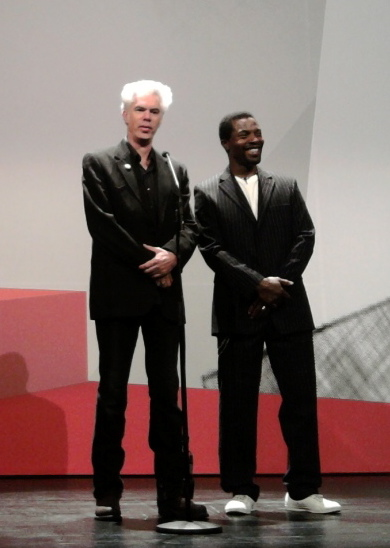
L'attore insieme a Jim Jarmusch, che l'ha diretto quattro volte al cinema dal 1991 al 2009.

Nel 1991 è protagonista dell'episodio francese del film Taxisti di notte del cineasta americano Jim Jarmusch, nel ruolo di un tassista parigino la cui pazienza è messa a dura prova da una coppia di ubriachi e un'eccentrica non vedente; de Bankolé avrebbe collaborato con Jarmusch in altre quattro occasioni nel corso della sua carriera. Comincia a recitare al di fuori della Francia diretto dal regista portoghese Pedro Costa in Casa de lava (1994). Dalla fine degli anni '90 si trasferisce in pianta stabile negli Stati Uniti, cominciando col film Merchant Ivory La figlia di un soldato non piange mai e, ancora diretto da Jarmusch, in Ghost Dog - Il codice del samurai, nella parte di un simpatico gelataio haitiano amico del protagonista. Da allora lavora come caratterista nella TV e nel cinema in lingua inglese: tra i suoi ruoli, quello in Manderlay (2005) di Lars von Trier, del cattivo di James Bond Obanno in Casino Royale (2006) e del presidente di una fittizia nazione africana in una stagione della serie TV 24. Nel 2009 è per la prima volta protagonista assoluto in un film di Jarmusch con The Limits of Control.

### Vita privata
Musulmano, negli anni ottanta ha avuto due figlie dalla sua prima moglie, belga. È stato poi sposato con la cantante statunitense Cassandra Wilson dal 2000 fino al 2003.

## Filmografia parziale

### Cinema
- Conto finale (L'Addition), regia di Denis Amar (1984)
- Black Mic Mac, regia di Thomas Gilou (1986)
- Noir et blanc, regia di Claire Devers (1986)
- Les Keufs, regia di Josiane Balasko (1987)
- Chocolat, regia di Claire Denis (1988)
- Come fare l'amore con un negro senza stancarsi (Comment faire l'amour avec un nègre sans se fatiguer), regia di Jacques W. Benoît (1989)
- Al diavolo la morte (S'en fout la mort), regia di Claire Denis (1990)
- Taxisti di notte (Night on Earth), regia di Jim Jarmusch (1991)
- Casa de lava, regia di Pedro Costa (1994)
- La figlia di un soldato non piange mai (A Soldier's Daughter Never Cries), regia di James Ivory (1998)
- Ghost Dog - Il codice del samurai (Ghost Dog: The Way of the Samurai), regia di Jim Jarmusch (1999)
- Bàttu, regia di Cheick Oumar Sissoko (2000)
- 3 A.M. - Omicidi nella notte (3 A.M.), regia di Lee Davis (2001)
- Coffee and Cigarettes, regia di Jim Jarmusch (2003)
- Manderlay, regia di Lars von Trier (2005)
- The Skeleton Key, regia di Iain Softley (2005)
- Black Widow (Before It Had a Name), regia di Giada Colagrande (2005)
- Stay - Nel labirinto della mente (Stay), regia di Marc Forster (2005)
- Miami Vice, regia di Michael Mann (2006)
- Casino Royale, regia di Martin Campbell (2006)
- Lo scafandro e la farfalla (Le Scaphandre et le Papillon), regia di Julian Schnabel (2007)
- Battle in Seattle - Nessuno li può fermare (Battle in Seattle), regia di Stuart Townsend (2007)
- The Limits of Control, regia di Jim Jarmusch (2009)
- White Material, regia di Claire Denis (2009)
- Calvario (Calvary), regia di John Michael McDonagh (2014)
- The Last Witch Hunter - L'ultimo cacciatore di streghe (The Last Witch Hunter), regia di Breck Eisner (2015)
- L'incredibile vita di Norman (Norman: The Moderate Rise and Tragic Fall of a New York Fixer), regia di Joseph Cedar (2016)
- Black Panther, regia di Ryan Coogler (2018)
- Shaft, regia di Tim Story (2019)
- Fuga a Parigi (French Exit), regia di Azazel Jacobs (2020)
- Black Panther: Wakanda Forever, regia di Ryan Coogler (2022)
- Invitati per forza (The People We Hate at the Wedding), regia di Claire Scanlon (2022)
- The Brutalist, regia di Brady Corbet (2024)

### Televisione
- Le avventure del giovane Indiana Jones (The Young Indiana Jones Chronicles) – serie TV, episodio 1x05 (1992)
- Cuore di tenebra (Heart of Darkness), regia di Nicolas Roeg – film TV (1993)
- I Soprano (The Sopranos) – serie TV, episodio 3x12 (2001)
- The Unit – serie TV, episodio 2x05 (2006)
- 24: Redemption, regia di Jon Cassar – film TV (2008)
- 24 – serie TV, 6 episodi (2009)
- White Collar – serie TV, episodi 6x03-6x05 (2014)
- The Good Wife – serie TV, episodio 7x05 (2015)
- Instinct – serie TV, episodio 1x10 (2018)
- Sacred Lies – serie TV, episodio 1x08 (2018)
- S.W.A.T. – serie TV, episodio 3x10 (2019)
- Godfather of Harlem – 9 episodi (2021-2023)

## Teatro
- Quai Ouest di Bernard-Marie Koltès, regia di Patrice Chéreau, nel ruolo di Abad. Théâtre Nanterre-Amandiers di Nanterre (1986)
- Nella solitudine dei campi di cotone di Bernard-Marie Koltès, regia di Patrice Chéreau, nel ruolo del Venditore. Théâtre Nanterre-Amandiers di Nanterre (1987)
- Il ritorno al deserto di Bernard-Marie Koltès, regia di Patrice Chéreau, nel ruolo del Grande Parà Nero. Festival d'Automne, Théâtre Renaud-Barrault di Parigi (1988)

## Riconoscimenti
- Premio César
  - 1987 – Migliore promessa maschile per Black Mic Mac

## Doppiatori italiani
Nelle versioni in italiano delle opere in cui ha recitato, Isaach de Bankolé è stato doppiato da:
- Nino Prester in Cuore di tenebra, 24
- Roberto Draghetti in Battle in Seattle - Nessuno li può fermare, The Limits of Control
- Mario Bombardieri in Le avventure del giovane Indiana Jones
- Christian Iansante in Coffee and Cigarettes
- Francesco Pannofino in Manderlay
- Marco Rasori in Miami Vice
- Achille D'Aniello in The Fifth Patient
- Massimo Bitossi in Lo scafandro e la farfalla
- Saverio Indrio in White Collar
- Gaetano Varcasia in Calvario
- Antonio Sanna in The Last Witch Hunter - L'ultimo cacciatore di streghe
- Stefano Thermes in L'incredibile vita di Norman
- Alberto Angrisano in S.W.A.T.
- Stefano Albertini in Fuga a Parigi
- Simone Mori in Invitati per forza
- Riccardo Scarafoni in The Brutalist